# Maddie Poppe
Madeline Mae "Maddie" Poppe (Clarksville, Iowa, 5 de diciembre de 1997) es una cantante y compositora estadounidense ganadora de la temporada 16 de American Idol. Ella es una multinstrumentista, pudiendo tocar la guitarra, el piano y el ukelele. Antes de ganar American Idol, Poppe lanzó un álbum debut titulado Songs from the Basement. En 2015, también realizó una audición para The Voice.

## Primeros años
Ella nació siendo hija de Trent y Tonya Poppe en Clarksville, un pequeño pueblo de aproximadamente 1.500 personas en Iowa. Asistió a Iowa Central Community College y luego más lejos de casa en Hawkeye Community College, ambas en Iowa. Su padre es músico y guitarrista. Durante el final, American Idol la mostró interpretando cinco canciones con su padre y cantando «Amazing Grace». Ella solía cantar con su padre Trent y su banda en Pioneer Days, incluyendo «Sweet Child o' Mine» por Guns N' Roses. Poppe también se presentó en espectáculos de talentos locales con su hermana. Empezó a cantar en el recinto ferial del condado de Butler en Allison, Iowa. Poppe también había sido un tramoyista montando equipos para músicos en la feria del condado. Lanzó su primer álbum Songs from the Basement en junio de 2016, el mismo mes que abrió para Diamond Rio en la feria.
Su padre se sorprendió al volver a casa un día y descubrir que la gente del pueblo tenía poder para lavar su casa y segar el jardín de la familia. «Aún no lo tengo en la cabeza, el tamaño de esto... Me encanta ser de Clarksville», dijo.
Recientemente ella habló sobre no querer conformarse con cosas que no le gustaba hacer. Dijo que estaba en clase escribiendo canciones en lugar de concentrarse en sus trabajos. Ella comentó: «Estaba tratando de dar conciertos mientras se suponía que debía prestar atención a una conferencia». More than fame Poppe is looking for career longevity and the enjoyment of being in music and performing.
La gobernadora de Iowa, Kim Reynolds, declaró el 20 de mayo el «Día de Maddie Poppe» en Iowa.

## Carrera

### The Voice
Antes de Idol, audicionó para The Voice en 2015. El programa se emitió en NBC el 29 de febrero de 2016 en la temporada 10 del programa. Ella cantó «Dog Days Are Over» de Florence + the Machine, pero ninguno de los jueces (quienes eran Adam Levine, Pharrell Williams, Christina Aguilera y Blake Shelton) voltearon sus sillas y ella fue eliminada. A pesar de su eliminación, Clarksville la honró con un evento de la ciudad en la Biblioteca Clarksville.

### American Idol
Audicionó para la temporada 16 de American Idol en ABC. En una audición celebrada en Nueva York, cantó «Rainbow Connection». El juez Lionel Richie dijo que tenía una «voz narradora» y que «te necesitamos en este programa». Katy Perry dijo que tenía «una cualidad distintiva propia en tu voz» y Luke Bryan dijo «No te estoy criticando, porque me atrapaste, digo que sí». Durante la etapa del top 24, cantó «Brand New Key»,  y por su interpretación de dúo de celebridades, cantó «Bubbly» con Colbie Caillat.
Sus presentaciones en los shows en vivo incluyeron «Homeward Bound», «Walk Like an Egyptian», «The Bare Necessities», «Nothing Compares 2 U», «If It Makes You Happy», «I Told You So» y «God Only Knows».
Durante el final del 20 de mayo, interpretó «Landslide», su canción original «Don't Ever Let Your Children Grow Up» y el sencillo de ganador «Going Going Gone», el cual fue escrito por Mitch Allan, Lindy Robbins y Julia Michaels. En los resultados de la emisión del 21 de mayo, fue declarada ganadora, con Caleb Lee Hutchinson en segundo puesto y Gabby Barrett en tercer puesto. Durante la final, el subcampeón Caleb declaró que él y Maddie estaban saliendo.
Poppe actuará en un concierto gratuito el 25 de agosto de 2018 en un mercado de agricultores en Cedar Rapids, Iowa. 10 out of Soul también aparecerán.

#### Rendimiento
| Episodio                    | Tema                         | Canción elegida                                  | Artista original   | Número de orden | Resultado |
| --------------------------- | ---------------------------- | ------------------------------------------------ | ------------------ | --------------- | --------- |
| Audición                    | Elección de audición         | «Rainbow Connection»                             | Kermit the Frog    | —               | Avanzó    |
| Ronda de Hollywood, Parte 1 | Elección del participante    | «Dreams»                                         | Brandi Carlile     | —               | Avanzó    |
| Ronda de Hollywood, Parte 2 | Presentación grupal          | «Mama's Broken Heart»                            | Miranda Lambert    | —               | Avanzó    |
| Ronda de Hollywood, Parte 3 | Elección del participante    | «Don't Ever Let Your Children Grow Up»           | Ella misma         | —               | Avanzó    |
| Ronda de selección/Top 50   | Elección del participante    | «Me and Bobby McGee»                             | Kris Kristofferson | —               | Avanzó    |
| Solos del Top 24/Duetos     | Elección del participante    | «Brand New Key» en solo                          | Melanie            | 3               | Avanzó    |
| Solos del Top 24/Duetos     | Elección del participante    | «Bubbly» en dueto (con Colbie Caillat)           | Colbie Caillat     | 3               | Avanzó    |
| Top 14                      | Elección del participante    | «Homeward Bound»                                 | Simon & Garfunkel  | 10              | Salvada   |
| Top 14                      | Canción de victoria          | «Walk Like an Egyptian»                          | The Bangles        | 1               | Salvada   |
| Top 10                      | Disney                       | «The Bare Necessities» (de El libro de la selva) | Phil Harris        | 1               | Salvada   |
| Top 7                       | Prince                       | «Nothing Compares 2 U»                           | Sinéad O'Connor    | 7               | Salvada   |
| Top 7                       | Año de nacimiento            | «If It Makes You Happy»                          | Sheryl Crow        | 13              | Salvada   |
| Top 5                       | Carrie Underwood             | «I Told You So»                                  | Randy Travis       | 5               | Salvada   |
| Top 5                       | Canción del día de la madre  | «God Only Knows»                                 | The Beach Boys     | 10              | Salvada   |
| Final                       | Canción de ganador           | «Going Going Gone»                               | Ella misma         | 3               | Ganadora  |
| Final                       | Canción de repetición        | «Don't Ever Let Your Children Grow Up»           | Ella misma         | 6               | Ganadora  |
| Final                       | Dedicación a su ciudad natal | «Landslide»                                      | Fleetwood Mac      | 9               | Ganadora  |

## Discografía

### Álbumes
| Título                  | Detalles | Lista de canciones |
| ----------------------- | --- | --- |
| Songs From the Basement | - Fecha de lanzamiento: 20 de junio de 2016 - Discográfoca: Independiente - Formato: disco compacto, descarga digital | 1. «I Don't Care To Belong» (2:25) 2. «The Reason» (3:24) 3. «Ooh Nah Nah» (3:11) 4. «More Than Friends» (3:23) 5. «Things I'd Rather Do» (2:45) 6. «You Stole My Heart» (4:00) 7. «Don't Ever Let Your Children Grow Up» (4:36) |

### Sencillos
- 2018: «Going Going Gone»